# Flavie césarienne

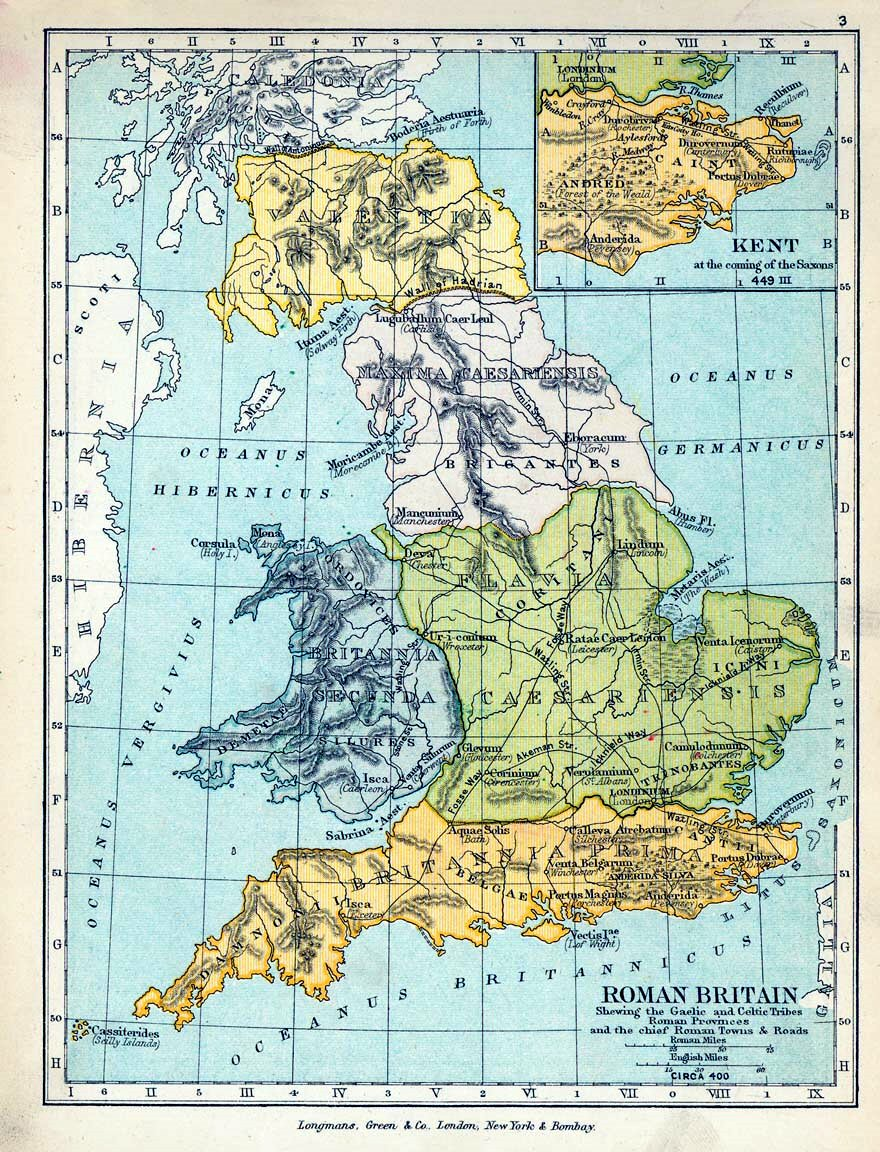
Carte scolaire de Charles Colbeck (1905) : la Bretagne en 400, en vert la Flavia Caesariensis

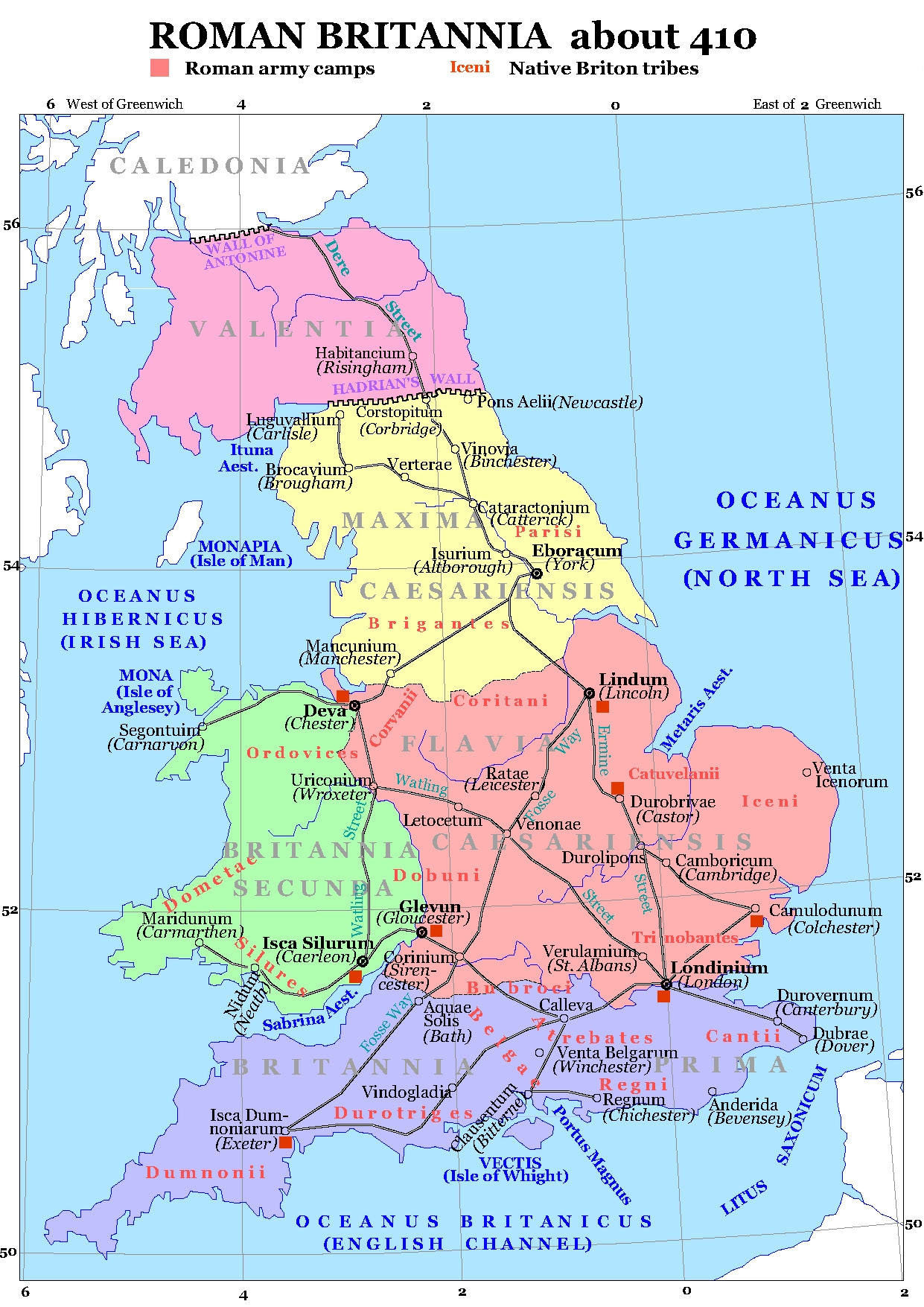
Bretagne romaine en 410

La Flavie césarienne (en latin : Flavia Caesariensis) est une province de l'Empire romain créée par partition de la province de Bretagne inférieure (Britannia Inferior) lors des réformes dioclétiennes de 296-297. Sa capitale est Lindum Colonia (en) (Lincoln). Elle fait partie du diocèse des Bretagnes.